# Zdzisław Skupień
Zdzisław Skupień (ur. 27 listopada 1938 w Świlczy, zm. 1 stycznia 2025) – polski matematyk.

## Działalność naukowa
W latach 1952–1956 uczęszczał do I Liceum Ogólnokształcącego w Rzeszowie Absolwent Uniwersytetu Jagiellońskiego 1961, doktor 1965 (UJ), doktor habilitowany Politechniki Warszawskiej 1982, profesor nadzwyczajny 1987, profesor zwyczajny 1990.Zdzisław Skupień wprowadził do światowej literatury matematycznej pojęcia grafów jednorodnie trasowalnych (ang. homogeneously traceable graphs) oraz grafów lokalnie hamiltonowskich (ang. locally Hamiltonian graphs).
Zajmował się badaniem faktorów ścieżkowych lub maksymalnych grafów np. niehamiltonowskich.
Jego dowód, że tzw. snarków (grafów kubicznych z indeksem chromatycznym 4) jest wykładniczo wiele, dezawuuje nazwę snark (zapożyczenie Gardnera od słynnego pisarza Lewisa Carrolla na oznaczenie tych rzekomo nielicznych obiektów).
Tematyką badań Zdzisława Skupienia były:
- funkcje zespolone (lata 1960–1965)
- zastosowania ekonometryczne równań funkcyjnych typu Bellmana, 1961–1966,
- teoria grafów i kombinatoryka w ogólności (od 1963),
- optymalizacja, algorytmy i oprogramowanie (od 1973);
- teoria liczb (od 1984),
- geometria dyskretna i wypukła (od 1992),
- kodowanie (od 1994)

Opublikował ponad setkę artykułów z czego ponad 30 w czasopismach z listy filadelfijskiego Instytutu Informacji Naukowej.
Indeks Hirscha dla Zdzisława Skupienia wynosi 8 (oznacza to, że co najmniej 8 jego publikacji było cytowane co najmniej 8 razy każda)

## Działalność dydaktyczna
Zdzisław Skupień był promotorem w 8 ukończonych przewodach doktorskich, recenzentem 6 rozpraw habilitacyjnych, 23 doktorskich (w tym 2 zagranicznych), 2 przewodów na tytuł naukowy (dla CK) i 16 na stanowisko profesora (w tym 5 zagranicznych).
Od 1961 był nieprzerwanie związany z AGH. Kierował Katedrą Matematyki Dyskretnej na Wydziale Matematyki Stosowanej Akademii Górniczo-Hutniczej im. Stanisława Staszica w Krakowie.
Od 7 września 1998 prof. Skupień był członkiem ministerialnej komisji Republiki Słowackiej do spraw obrony rozpraw habilitacyjnych w zakresie matematyki dyskretnej.

## Członkostwo w organizacjach
- członek AMS (American Mathematical Society) w latach 1983–1987;
- członek Polskiego Towarzystwa Matematycznego, od 1965 roku
- w Komitecie Okręgowym Olimpiady Matematycznej w Krakowie (jako członek 1967–1971, jako przewodniczący 1973–1977),
- członek komitetów redakcyjnych: "Opuscula Mathematica" oraz "Discussiones Mathematicae – Graph Theory"

## Organizacja konferencji naukowych
Był głównym organizatorem ze strony polskiej trzydziestego semestru "Combinatorics and Graph Theory" w Międzynarodowym Centrum Matematycznym im. Stefana Banacha Doskonalenia Kadr Naukowych w Warszawie, 14 września 1987-22 stycznia 1988.
Oprócz tej działalności był organizatorem lub współorganizatorem w Polsce, od 1976 r., 21 konferencji naukowych, w tym 20 międzynarodowych, w szczególności współorganizował pierwsze w Polsce międzynarodowe Sympozjum z Analizy Kombinatorycznej, w WSI w Zielonej Górze oraz, jako główny organizator, konferencję "Conference on Graph Theory" w Niedzicy w 1990 r. Był pomysłodawcą i głównym organizatorem listopadowych minikonferencji od roku 1995 zwanych: Workshop 3in1 GRAPHS. Odbyły się one 7 razy w Krakowie, 8 razy w Krynicy Zdroju i 1 raz w Dobczycach, gromadząc od 6 do 44 uczestników, z Krakowa, Zielonej Góry, Gdańska, Opola, Poznania, Szczecina, Rzeszowa, Warszawy oraz gości zagranicznych ze Słowacji, Niemiec, Czech, Węgier, Szwajcarii, Austrii, Francji, USA i RPA.

## Odznaczenia i nagrody
- Krzyż Kawalerski Orderu Odrodzenia Polski (1988)
- Złoty Krzyż Zasługi (1983)
- Medal Komisji Edukacji Narodowej (1998)
- Medal 30-lecia Olimpiady Matematycznej nr 63, (1979)
- Medal 50-lecia Olimpiady Matematycznej, (1999)
- Nagroda MNSzWiT – dydaktyczna zespołowa stopnia II (1974)
- Nagroda MNSzWiT – naukowa indywidualna III stopnia, za rozprawę habilitacyjną (1983)
- Nagrody Rektora AGH naukowe (8-krotnie) i dydaktyczne (25-krotnie)